# William Blanchard (cầu thủ bóng đá)
John William Blanchard (9 tháng 2 năm 1889 – 1963) là một cầu thủ bóng đá người Anh thi đấu ở vị trí hậu vệ.